# Giuseppe Mendicino
Giuseppe Mendicino (Arezzo, 27 agosto 1960) è uno scrittore italiano, conosciuto principalmente per i suoi lavori sugli scrittori Mario Rigoni Stern e Joseph Conrad. Ha dedicato particolare attenzione alla ricerca storico-letteraria e all'etica civile pubblicando vari contributi scientifici su questi temi..

## Biografia
Giuseppe Mendicino ha pubblicato nel 2024 "Conrad. Una vita senza confini" e nel 2021 "Mario Rigoni Stern. Un ritratto", entrambi per l’editore Laterza. Al narratore dell'altipiano dei Sette Comuni ha dedicato anche "Mario Rigoni Stern. Il coraggio di dire no" (Einaudi 2013) e "Mario Rigoni Stern. Vita, guerre, libri" (Priuli & Verlucca 2016). Tra le altre pubblicazioni, "Portfolio alpino" e "Nuto Revelli. Vita, guerre, libri", entrambi per Priuli & Verlucca. Nel corso degli anni ha scritto articoli e approfondimenti su Primo Levi, Dino Buzzati, Leonardo Sciascia, Giuseppe Pontiggia, Beppe Fenoglio, Joseph Conrad, Stephen Crane, Luis Sepúlveda, Emilio Lussu e altri. Ha redatto la voce Mario Rigoni Stern per l’Enciclopedia Treccani e ha curato la cronologia biografica di tutte le ultime ristampe Einaudi delle opere di Mario Rigoni Stern, nonché la prefazione di Quota Albania. Collabora con le riviste Doppiozero, La Rivista del Club Alpino Italiano e Meridiani Montagne. Nel 2021 ha curato il convegno sul centenario di Mario Rigoni Stern e la pubblicazione degli atti nelle edizioni Ronzani (2022). Nel 2022 ha curato per il CAI la ristampa de Il campo rosso di Giovanna Zangrandi, redigendone anche la prefazione (dicembre 2022). Ha svolto per molti anni la professione di Segretario comunale in Veneto e in Lombardia. Dal 2005 fa parte del GISM (Gruppo italiano scrittori di montagna); ne è stato vicepresidente dall'ottobre 2022 al giugno 2025.

### Cronologia delle pubblicazioni e delle attività
- Nel 2006 ha curato per Meridiani Montagne la raccolta di scritti inediti di Mario Rigoni Stern Dentro la memoria. Scritti dall'Altipiano (ed. Domus, 2007), scelti insieme all'autore, e nel 2014 il libro di Pierantonio Gios Lettere dal fronte. La corrispondenza di Mario Rigoni Stern e di altri ragazzi dell'altipiano (Tipografia moderna, 2014). Per la casa editrice milanese Henry Beyle di Vincenzo Campo ha curato la pubblicazione di alcuni rari testi di Mario Rigoni Stern: Can de toso, mi fai morire (2013) e Il cardo di Tolstoj e altre prose letterarie (2014).
- È stato coautore di: Il dialogo segreto. Le Dolomiti di Dino Buzzati (2012) e Rolly Marchi. Cuore trentino (2013), entrambi editi da Nuovi sentieri e ha curato, per Meridiani Montagne, l'edizione monografica di Meridiani (mensile), la raccolta di testi di Massimo Mila Montagnes valdôtaines (ed. Domus, 2008).
- Nel 2013 ha curato per la casa editrice Einaudi Il coraggio di dire no. Conversazioni e interviste 1963-2007, una raccolta di quarant'anni di interviste a Mario Rigoni Stern, che tratteggiano non soltanto la sua opera e le riflessioni sulla scrittura, ma anche la sua altissima coscienza morale e civile.
- Collabora con le riviste Meridiani Montagne, Montagne 360, Doppiozero[1] (on line, diretta da Marco Belpoliti), Montagna, Le Dolomiti Bellunesi, "Lo Scarpone", portale del CAI, e con  riviste giuridiche correlate al lavoro di segretario comunale.
- Nel 2016, per la casa editrice Priuli & Verlucca, ha pubblicato una biografia dello scrittore Rigoni Stern dal titolo Vita, guerre, libri e ha redatto, per l'Istituto dell'Enciclopedia Italiana Treccani, la voce Mario Rigoni Stern[2] del Dizionario Biografico degli Italiani.
- Nel 2016 ha ricevuto il Premio speciale della giuria al Premio letterario Leggimontagna, in Carnia.[3] Nel 2017, sempre a Leggimontagna, ha ricevuto il Premio secondo classificato per il miglior racconto inedito.[4]
- Nel 2018, per la casa editrice Priuli & Verlucca, ha pubblicato Portfolio Alpino. Orizzonti di vita, letteratura, arte e libertà, dove racconta alcuni momenti significativi di uomini e donne esemplari, di ieri e di oggi, accomunati da passione per la montagna e amore per la libertà. Nello stesso anno sempre per la casa editrice Priuli & Verlucca, compare in veste di coautore in Mario Rigoni Stern. Un uomo tante storie nessun confine.[5]
- Nel 2019 ha pubblicato Nuto Revelli. Vita, guerre, libri, biografia dell'alpino, comandante partigiano di Giustizia e Libertà e scrittore, Nuto Revelli per la casa editrice Priuli & Verlucca. Il libro ha ricevuto nel novembre 2021 il Premio "Alpini sempre" (Acqui Terme - Ponzone).
- Dal 2020 al 2023 è stato membro del Centro Operativo Editoriale del CAI.[6]
- Nel 2021 ha curato, per la Hoepli, Giovanni Cenacchi. Dolomiti cuore d'Europa. Guida letteraria per escursionisti fuorirotta, una raccolta di testi editi e inediti dell'alpinista, esploratore e scrittore Giovanni Cenacchi. Nell'estate dello stesso anno il libro ha vinto il Premio della montagna Cortina d'Ampezzo.
- Nel 2021, per la casa editrice Laterza, ha pubblicato Mario Rigoni Stern. Un ritratto. Collana: i Robinson / Letture.
- Dal 2021 fa parte del Comitato per il centenario di Mario Rigoni Stern[7] e della giuria del Premio Mario Rigoni Stern.[8]
- Insieme a Fiorenzo Degasperi ha curato nel 2021 la mostra "Selvatici e salvifici. Gli animali di Mario Rigoni Stern", organizzata dal MUSE di Trento presso il Palazzo delle Albere. A Trento, dal 22 ottobre 2021 al 27 febbraio 2022. Ha redatto e curato il catalogo della mostra.[9]
- Nello stesso anno ha curato il Convegno internazionale "Mario Rigoni Stern. Cento anni di etica civile, letteratura, storia e natura", Asiago 30 e 31 ottobre 2021.[10]
- Nell'ottobre 2021 la RAI manda in onda lo speciale di RAI Storia Italiani: Mario Rigoni Stern curato da Giuseppe Sangiorgi, con la regia di Pierluigi Castellano, cui Mendicino partecipa come consulente e intervistato.
- Tra il 2021 e il 2022 la casa editrice Einaudi ha ripubblicato le opere di Mario Rigoni Stern. La cronologia è stata redatta in tutte da Mendicino, che ha scritto anche la prefazione a Quota Albania ISBN 9788806254018
- Il 1º maggio 2022, al Trento Film Festival, viene presentato in anteprima il documentario Il sergente dell'altopiano, di Federico Massa e Tommaso Brugin, cui Mendicino partecipa come consulente e intervistato, anche in Stiria (Austria), nell'ultimo lager (miniera di ferro) dove è stato tenuto prigioniero Mario Rigoni Stern (1944-1945).
- Nel giugno 2022 la SAT (Società alpinisti tridentini) gli attribuisce il Premio 2022 per la categoria storico-scientifico-letteraria.
- Nel luglio 2022, in occasione del centenario dell'artista Augusto Murer viene pubblicato il libro Augusto Murer. Alle origini della scultura, Antiga edizioni, con un capitolo scritto da Mendicino (Mario Rigoni Stern e Augusto Murer: due uomini nelle bufere del Novecento).
- Nell'ottobre 2022, in occasione di una mostra su Dino Buzzati, a Belluno, curata da Marco Perale, è pubblicato il libro Dino Buzzati - Dentro la creazione, con un capitolo scritto da Mendicino (Dino Buzzati e la nostalgia delle montagne).
- Nel 2022 cura con altri la mostra Le carte di Mario. L'archivio di Mario Rigoni Stern, presso il Museo delle carceri di Asiago, 8 dicembre 2022 - 30 aprile 2023, e pubblica nel catalogo il saggio Mario Rigoni Stern e Primo Levi: un'amicizia tra libri, montagne e prigionìa.
- Nel 2022, a un anno di distanza dal convegno internazionale su Mario Rigoni Stern curato da Mendicino, esce "Mario Rigoni Stern. Cento anni di etica civile, letteratura, storia e natura", una raccolta di più di 20 saggi curata da Giuseppe Mendicino per la casa editrice Ronzani (collana Vento veneto).
- Nel dicembre 2022 è uscita a sua cura la riedizione di Il campo rosso. Cronaca di un’estate – 1946 di Giovanna Zangrandi, Club Alpino Italiano editore.
- Sempre a fine 2022, in occasione del centenario dalla nascita di Luigi Meneghello, l'editore Ronzani (collana Vento veneto) ha pubblicato Sui sentieri dei Piccoli maestri di Luigi Meneghello, con saggi di Giuseppe Mendicino, Francesca Caputo, Renato Camurri e Matteo Melchiorre.
- Nel 2023 le edizioni Monterosa hanno pubblicato Lo specchio verde. I libri e le montagne di Giovanna Zangrandi, di Anna Lina Molteni, di cui Mendicino ha scritto la prefazione.
- Nel 2024, per la casa editrice Laterza, ha pubblicato Conrad. Una vita senza confini. Collana: i Robinson / Letture. Un saggio biografico su Joseph Conrad e sulle sue opere. Il libro riceve nel 2024 il Premio Brianza (Monza) e nel 2025 il Premio Marincovich (Roma). Il libro è stato recensito nel corso della trasmissione Fahrenheit del 29 aprile 2024, anche attraverso un dialogo con Loredana Lipperini.

In maggio partecipa durante il Salone del libro di Torino al dialogo su Conrad e Kafka, con Giorgio Fontana ed Edoardo Camurri, nell'ambito della trasmissione di Rairadio3 Tutta la città ne parla; a settembre, la figura e le opere di Joseph Conrad sono approfondite su Rairadio3 in quattro puntate di Pantheon, trasmissione curata da Lorenzo Pavolini, Mendicino è l'ospite della terza (nelle altre puntete gli ospiti sono Richard Ambrosini, Giuseppe Sertoli, Bendetta Bini e Michele Mari). 
- Sempre nel 2024, per la casa editrice Nuovi Sentieri, ha pubblicato insieme ad Anna Lina Molteni  Loner. Un ponte fra due culture.
- Nel settembre del 2025 pubblicherà per l'editore Ronzani Joseph Conrad. Lettere a Marguerite Poradowska. Il libro, da lui curat e contiene un suo saggio su Conrad. Le lettere sono tradotte da Anna Lina Molteni, che ha anche scritto il saggio biografico sulla Poradowska.

## Opere
- Mario Rigoni Stern. Il coraggio di dire no. Conversazioni e interviste 1963-2007, a cura di Giuseppe Mendicino, Einaudi, ET, 2013, ISBN 9788806217938
- Mario Rigoni Stern. Vita, guerre, libri, Priuli & Verlucca, 2016, ISBN 9788880687610
- Portfolio Alpino. Orizzonti di vita, letteratura, arte e libertà, Priuli & Verlucca, 2018, ISBN 9788880688570
- Nuto Revelli. Vita, guerre, libri, Priuli & Verlucca, 2019, ISBN 9788880689201
- Giovanni Cenacchi. Dolomiti cuore d'Europa. Guida letteraria per escursionisti fuorirotta, a cura di Giuseppe Mendicino, Hoepli, 2021, ISBN 9788820397722
- Mario Rigoni Stern. Un ritratto, Laterza, 2021 ISBN 8858145089
- Mario Rigoni Stern. Cento anni di etica civile, letteratura, storia e natura, a cura di Giuseppe Mendicino, Ronzani, 2022, ISBN 9791259970800
- Il campo rosso. Cronaca di un’estate – 1946 di Giovanna Zangrandi, riedizione a cura di Giuseppe Mendicino, Club Alpino Italiano editore, 2022, ISBN 9788879821360
- Sui sentieri dei Piccoli maestri di Luigi Meneghello, saggi di Giuseppe Mendicino, Francesca Caputo, Renato Camurri, Matteo Melchiorre, Ronzani, 2023, ISBN 9791259970596
- Conrad. Una vita senza confini, Laterza, 2024, ISBN 9788858151693
- Loner. Un ponte fra due culture, Nuovi Sentieri, 2024, coautrice Anna Lina Molteni, ISBN 9788897863984
- Joseph Conrad. Lettere a Marguerite Poradowska, a cura di Giuseppe Mendicino, lettere tradotte da Anna Lina Molteni, Ronzani, 2025 (pubblicazione nel settembre 2025). Il libro contiene un saggio su Joseph Conrad di Mendicino e un saggio bibliografico su Marguerite Poradowska di Anna Lina Molteni.

## Recensioni
- Alberto Sinigaglia, Rigoni Stern, dalla guerra all'altipiano, La Stampa, 1 giugno 2016[11]
- Mauro Corona, il 19 giugno 2016 nella trasmissione di libri Il Sabbatico, Rai News[12]
- Cesare De Michelis, I boschi di Asiago e la memoria. Rigoni Stern: vita, guerre e libri, Corriere della sera, 3 luglio 2016[13]
- Eraldo Affinati, Il Sergente ci parla ancora, Famiglia cristiana, nº 35 del 2016
- Sergio Frigo, Nell'amore per la montagna le vite di grandi uomini, Il Mattino di Padova, 2 giugno 2018[14]
- Mario Baudino, Un viaggiatore dalla parte dei "vinti", La Stampa, 19 luglio 2019
- Francesca Visentin, Rigoni Stern, ritratto di gioventù e passioni, Corriere della sera, 15 luglio 2021
- Alberto Riva, L'uomo che ha piegato le parole per dare voce alla natura, Domani, 31 luglio 2021
- Mario Barenghi, Storia di Mario Rigoni Stern, Doppiozero, 24 agosto 2021[15]
- Loredana Lipperini, Joseph Conrad. Una vita senza confini, 29 aprile 2024 Rairadio3[16]